# Hartford (Ohio)
Hartford, formalment Village of Hartford, és un village al comtat de Licking a l'estat d'Ohio. Tot i que el poble es diu Hartford, la seva oficina de correus s'anomena Croton. Segons el cens del 2000 tenia 412 habitants. Hartford va ser dissenyat el 1824 i va rebre el nom de Hartford (Connecticut), la llar natal d'una part dels primers colons.

## Demografia
Segons el cens del 2000, Hartford tenia 412 habitants, 149 habitatges, i 119 famílies. La densitat de població era de 294,6 habitants per km².
Dels 149 habitatges en un 35,6% hi vivien nens de menys de 18 anys, en un 63,1% hi vivien parelles casades, en un 12,8% dones solteres, i en un 19,5% no eren unitats familiars. En el 16,8% dels habitatges hi vivien persones soles el 6% de les quals corresponia a persones de 65 anys o més que vivien soles. El nombre mitjà de persones vivint en cada habitatge era de 2,77 i el nombre mitjà de persones que vivien en cada família era de 3,05.
Per edats la població es repartia de la següent manera: un 25,5% tenia menys de 18 anys, un 13,6% entre 18 i 24, un 25,2% entre 25 i 44, un 23,5% de 45 a 60 i un 12,1% 65 anys o més.
L'edat mediana era de 33 anys. Per cada 100 dones de 18 o més anys hi havia 98,1 homes.
La renda mediana per habitatge era de 39.000 $ i la renda mediana per família de 39.375 $. Els homes tenien una renda mediana de 29.028 $ mentre que les dones 22.361 $. La renda per capita de la població era de 15.699 $. Aproximadament el 3,3% de les famílies i el 6% de la població estaven per davall del llindar de pobresa.

## Poblacions properes
El següent diagrama mostra les poblacions més properes.